# Bazilica romano-catolică din Oradea
Bazilica „Ridicarea la Cer a Fecioarei Maria” este catedrala Diecezei de Oradea. Lăcașul constituie împreună cu Șirul Canonicilor și cu Palatul Episcopal cel mai mare ansamblu baroc de pe teritoriul României. Papa Ioan Paul al II-lea i-a acordat în anul 1991 rangul de basilica minor. Este inclusă pe lista monumentelor Istorice din județul Bihor.

## Istoric
Episcopia de Oradea este considerată a fi fost fondată de regele Ladislau în 1083. După ce a fost deteriorată în timpul invaziei tătarilor din 1241, catedrala romanică a fost înlocuită cu o nouă clădire gotică în prima jumătate a secolului al XIV-lea.
Clădirea bisericii se afla în interiorul cetății și a fost locul de înmormântare a mai multor membri ai familiei regale maghiare, printre care și împăratul Sigismund de Luxemburg, și soția sa, Maria a Ungariei. Mormintele, inclusiv cel al Sf. Ladislau I și Sf. Emmerich, au fost distruse în a doua jumătate a secolului al XVI-lea, deși istoriografia maghiară dă vina pentru asta pe otomani, dar istoriografia română îi dă vina pe insurgenții protestanți.
După victoria Reformei Calviniste în oraș și regiune de-a lungul secolului al XVI-lea, catedrala a început să decadă. În timpul conflictelor armate din secolul al XVII-lea, ruinele au fost demolate pentru a extrage materiale de construcție și fortificații. După câțiva ani sub stăpânire otomană, Oradea a făcut parte din Imperiul Habsburgic din 1692 până în 1918. 
Catedrala actuală a fost construită între 1752-1780. Planul edificiului a fost realizat de arhitectul italian Giovanni Battista Ricca (1691-1757), chemat în Sfântul Imperiu Roman de împărăteasa Maria Terezia. După moartea primului arhitect, construcția a fost terminată de Franz Anton Hillebrandt din Viena, care a împodobit biserica cu ornamentații în stil baroc austriac.
Altarele din bazilica romano-catolică au un caracter clasicizant, reflectând preferința pentru sobrietate și simplitate specifică etapei târzii a barocului.
Fresca cupolei reprezintă „Triumful ceresc al lui Cristos” de Johann Schopf, în stilul denumit II Correggro, din anul 1778, celelalte sunt opera pictorului Francisc Storno din secolul al XIX-lea (1878-1880).
Între 1757 și 1763, înainte de a fi chemat la Salzburg, a activat ca muzician al catedralei din Oradea Michael Haydn, fratele lui Joseph Haydn și prieten apropiat al lui Wolfgang Amadeus Mozart.

## Altarul principal
Altarul principal este din marmură de Carrara, sculptat de maestrul italian Triscornia, după planurile artistului Stefan Toth, în stilul neorenaissance (1897). Cele două statui, executate în anul 1897 de Francisc Eberhardt, îi reprezentând pe Sf. Ștefan și pe Sf. Emeric.
Tabloul altarului principal, cu titlul „Ridicarea în ceruri a Maicii Domnului” a fost pictat în anul 1778 de artistul austriac Vincent Fischer, după stilul lui Giovanni Battista Tiepolo.
Cele două picturi din navele transversale îl reprezintă pe Sf. Ladislau și pe Sfânta Familie, ambele fiind tot opera pictorului Vincent Fischer.

## Altarele laterale
Catedrala are două altare laterale, în care se găsesc următoarele tablouri, datate între anii 1778 - 1780:
- La dreapta intrării principale:

1. Sf. Cruce - de Theodor Illich
2. Sf. Mihail - autor necunoscut
3. Sf. Ioan Nepomuk - de loan Czimbal
4. Sf. Ștefan - de loan Czimbal
- La stânga intrării principale:

1. Sfânta Barbara - autor necunoscut
2. Sf. Petru și Sf. Paul - autor necunoscut
3. Sf. Apostol Ioan - de Ioan Czimbal
4. Sfânta Treime - de Ioan Czimbal
La intrarea laterală a catedralei există câteva monumente funerare din secolul al XV-lea și al XVI-lea, în stil gotic și renaissance, care au aparținut vechii Catedrale a Cetății.
Orga datează din anul 1780; este opera lui Fridolin Festl, și a fost dăruită catedralei de împărăteasa Maria Terezia a Austriei.
Bazilica adăpostește herma cu moaștele Sfântului Ladislau. Lângă acesta este îngropat Ștefan al II-lea al Ungariei.

## Galerie de imagini

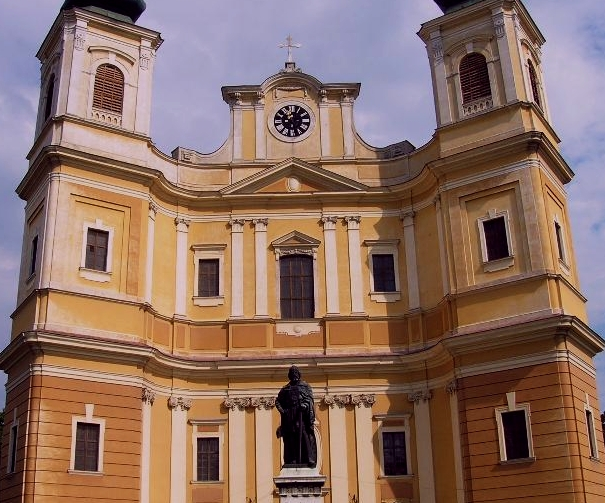
Fațada Bazilicii Romano-Catolice din Oradea.
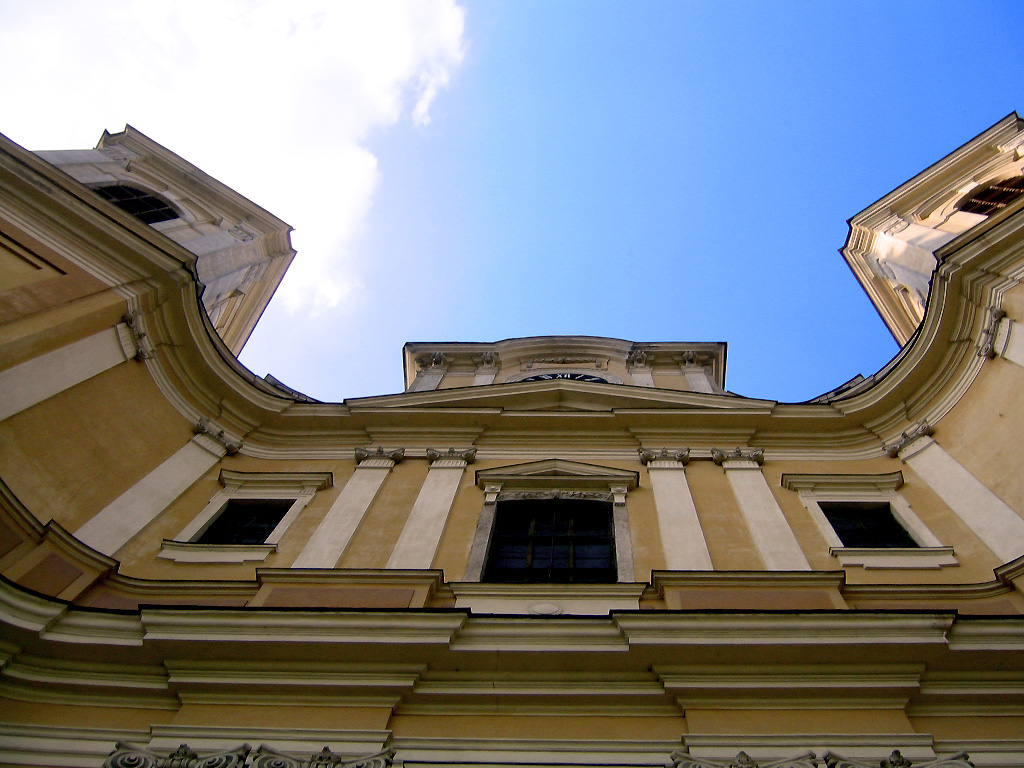
Fațada văzută de la baza edificiului.
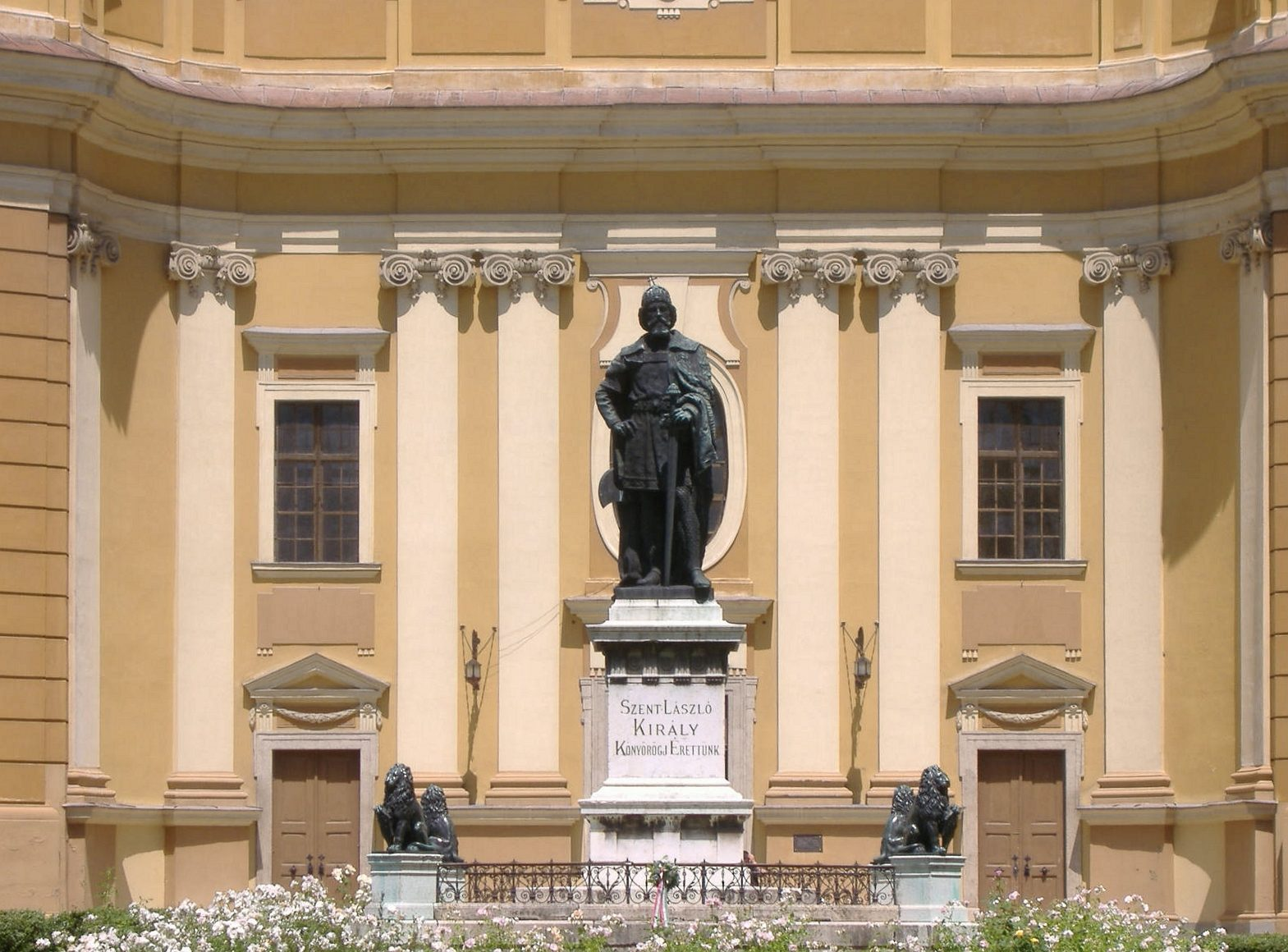
Statuia Sfântului Ladislau.
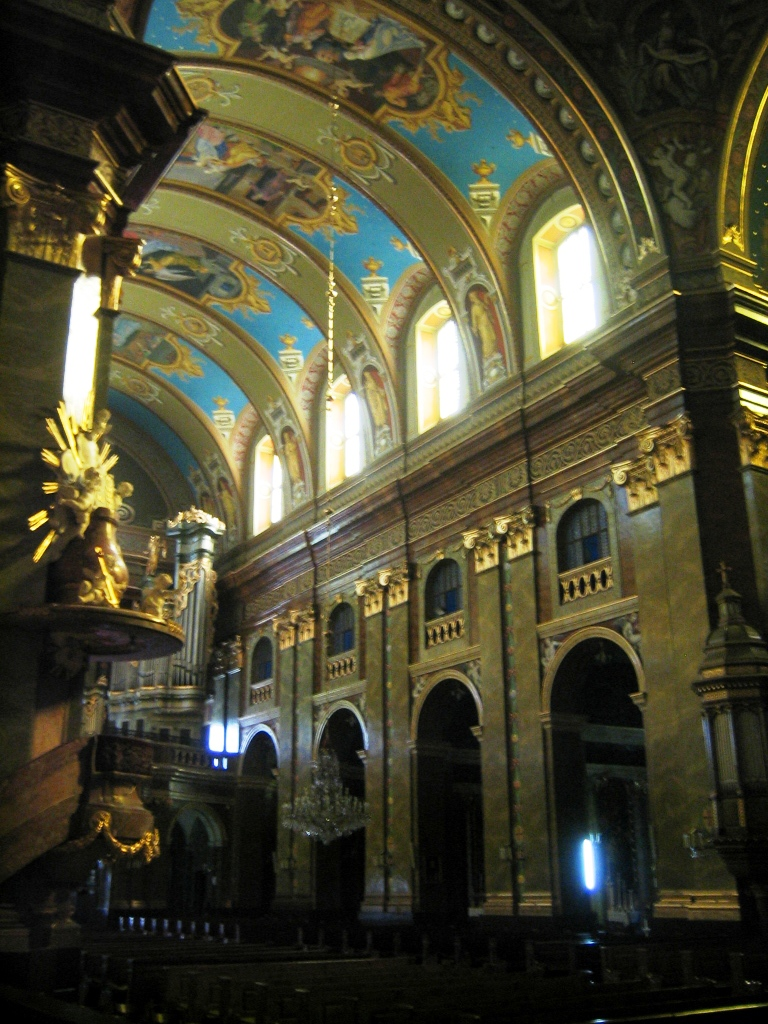
Vedere interioară cu bolta bisericii.
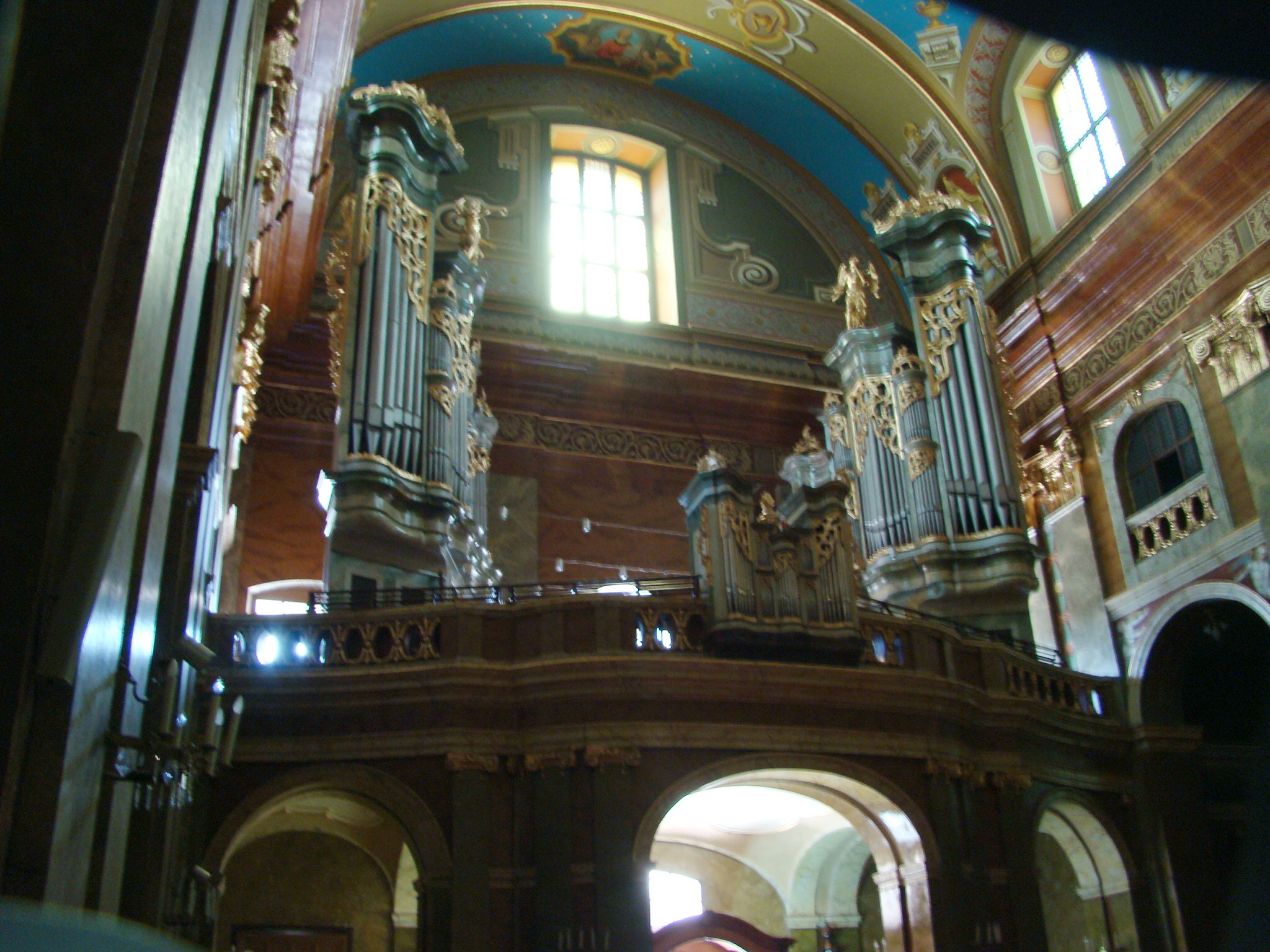
Bazilica Romano-Catolică din Oradea, interior: Orga.
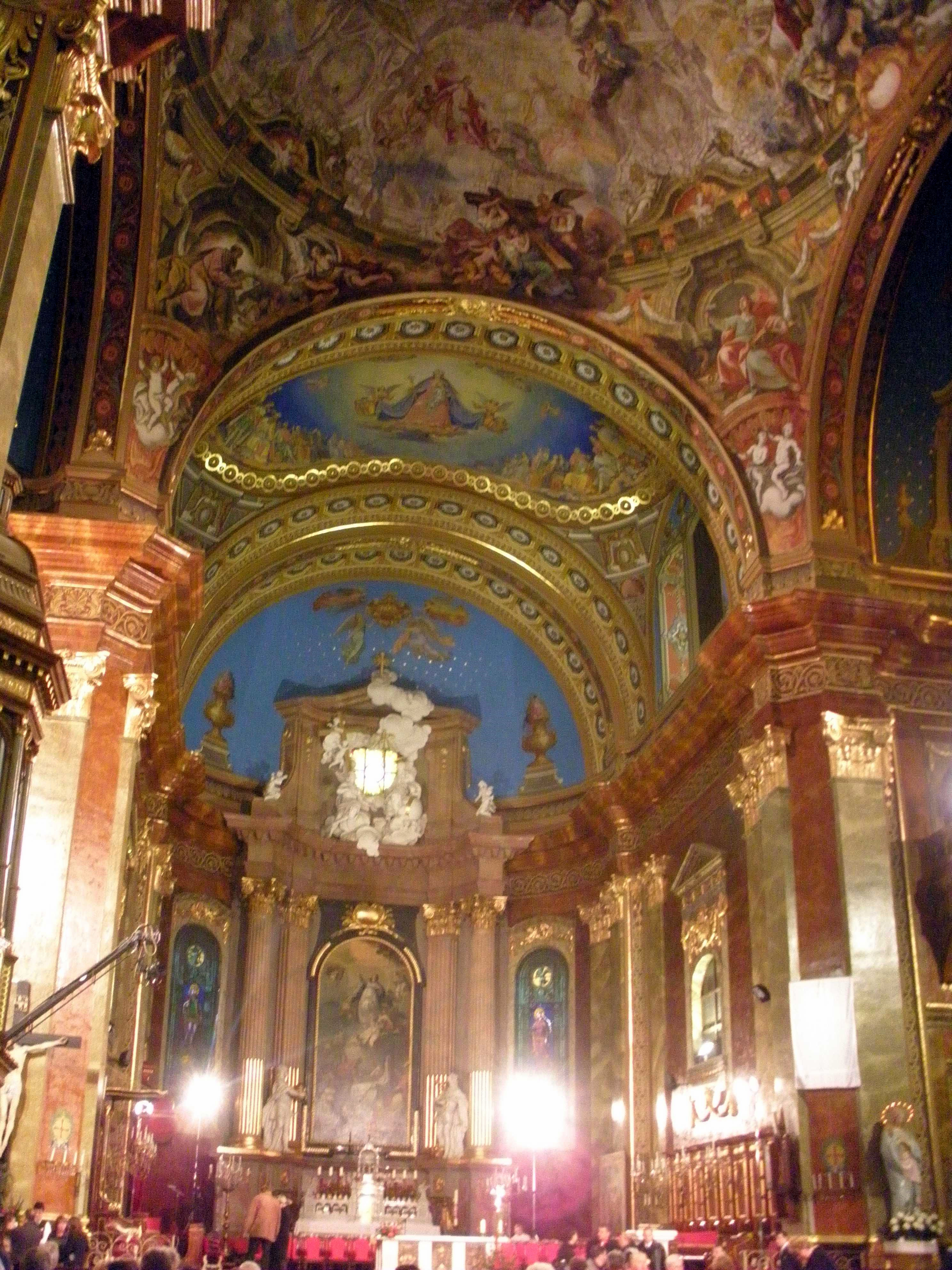
Altarul.
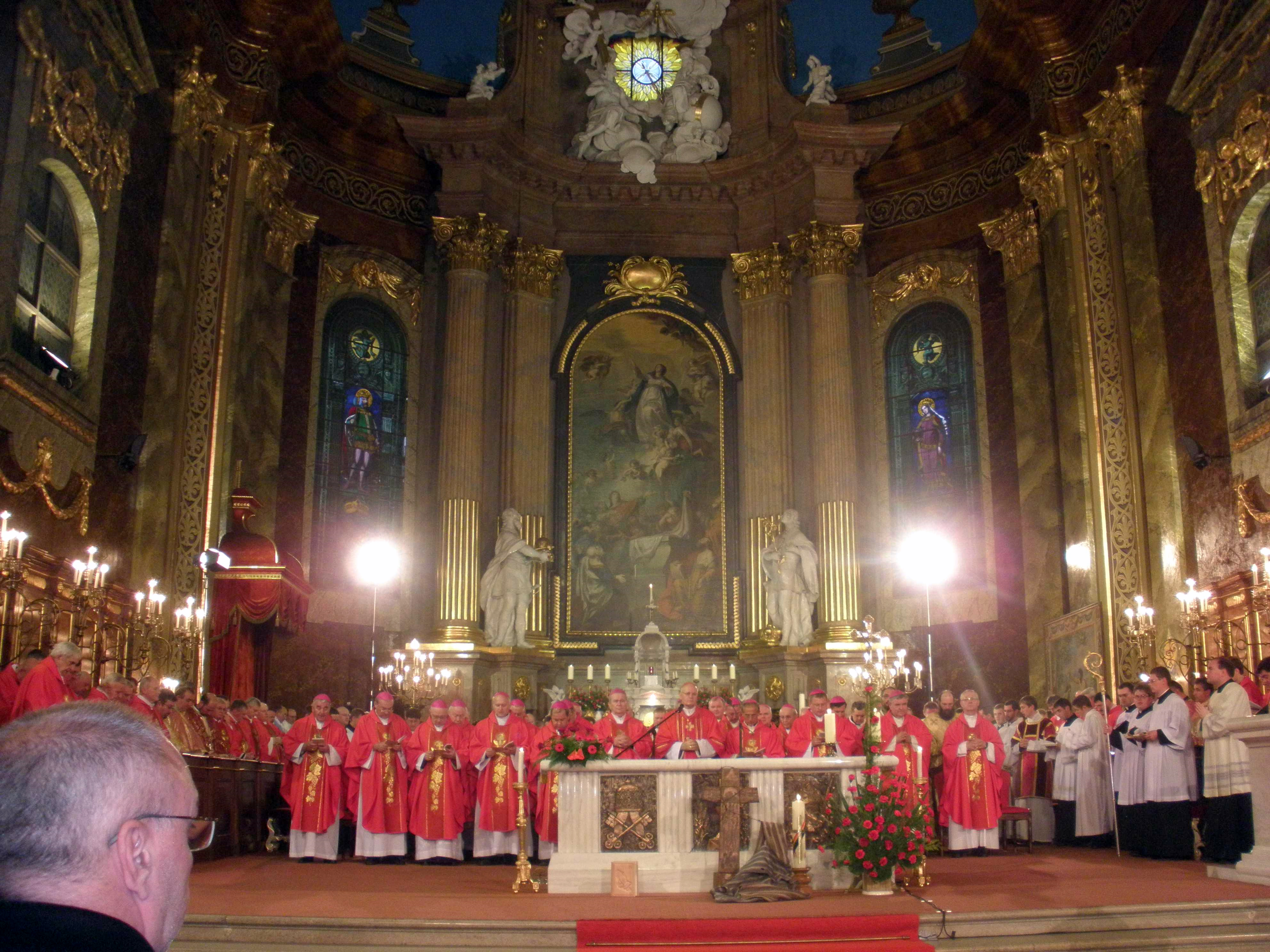
Beatificarea episcopului martir Szilárd Bogdánffy, 30 octombrie 2010.